# Cynoscion guatucupa
Cynoscion guatucupa es una especie de pez de la familia Sciaenidae en el orden de los Perciformes. También es conocida como pescadilla de red en Uruguay y Argentina.

## Morfología
• Los machos pueden llegar alcanzar los 50 cm de longitud total.

## Depredadores
Es depredado por Squatina guggenheim.

## Hábitat
Es un pez de clima subtropical y bentopelágico que vive hasta los 194 m de profundidad

## Distribución geográfica
Se encuentra en el  Atlántico suroccidental: Brasil, el Uruguay y la Argentina.

## Observaciones
Es inofensivo para los humanos.